# Relations entre les États-Unis et le Luxembourg
Les relations entre les États-Unis et le Luxembourg sont des relations internationales s'exerçant entre deux États : les États-Unis et le grand-duché de Luxembourg. Elles débutent en 1903 et s'approfondissent après la Seconde Guerre mondiale. Elles sont matérialisées par deux ambassades, l'ambassade des États-Unis au Luxembourg et l'ambassade du Luxembourg aux États-Unis. 
Sur le plan politico-militaire, les deux États sont membres de l'Organisation du traité de l'Atlantique nord. 

## Historique

### Avant la Seconde Guerre mondiale
Les relations entre le Luxembourg et les États-Unis commencent en 1882, lorsque des émigrés luxembourgeois aux États-Unis reviennent dans leur pays d'origine et forment l'American Club. Les deux pays établissent des relations diplomatiques en 1903. 
Pendant la Seconde Guerre mondiale, les États-Unis entretiennent des relations diplomatiques avec le gouvernement luxembourgeois en exil. En 1942, un entrepreneur d'origine luxembourgeoise, Matthew Woll, met en place un réseau d'aide philanthropique à destination du Luxembourg, occupé par l'Allemagne nazie, avec le soutien du gouvernement américain. Il deviendra un acteur du rapprochement, notamment économique, entre les deux pays, une fois la guerre terminée.
En 1944 et 1945, le Luxembourg est libéré de l'occupation allemande par des unités comprenant des soldats américains.

### Depuis 1945
Après la Seconde Guerre mondiale, les États-Unis reviennent à la nomination d'un ambassadeur en Belgique, qui est en même temps ambassadeur au Luxembourg. Depuis 1956, le poste d'ambassadeur des États-Unis au Luxembourg est distinct de ceux en Belgique ou aux Pays-Bas. Toutefois, les représentations diplomatiques luxembourgeoises outre-Atlantique restent peu actives, et sont régulièrement laissées sans représentant. En 1958, le premier consul professionnel nommé par le Grand-Duché arrive à New York et constate que Yolande Loesch, gérante du consulat, est inefficace.
Avec la signature du traité de Rome en 1957, le Luxembourg fait un pas vers le libre-échange prôné par les États-Unis et cela conduit au renforcement de leurs relations. Le 29 octobre 1958 est imaginé le Board of Industrial Development (BID) par plusieurs ministres et hauts fonctionnaires du Luxembourg. Il vise à approfondir la coopération économique et industrielle entre les deux pays, notamment en attirant des investisseurs américains. À l'automne 1959, Charles de Luxembourg, président du Board, effectue une visite « inofficielle » à Détroit, Chicago, Los Angeles, etc. pour faire connaître son pays, qui est alors relativement inconnu des financiers et des banques américaines. L'organisme est à l'origine de l'installation de plusieurs sièges sociaux à partir de la fin des années 1960, mais son budget de fonctionnement reste limité. 
Le 10 janvier 2019, les deux pays signent un mémorandum prévoyant un accroissement de la coopération dans le domaine spatial. Les États-Unis sont représentés par Wilbur Ross et le Luxembourg par Etienne Schneider. 

## Personnalités importantes
Au Luxembourg, un homme joue un rôle majeur dans le rapprochement économique des deux pays. Joseph Everett Gurley arrive dans le pays pour diriger la Seaboard & Western Airlines (en) mais il est également agent auprès de la CIA. Il prend la tête de la Société luxembourgeoise de navigation aérienne et se crée un réseau au sein de l'aristocratie et des milieux d'affaire du Luxembourg. 
À la tête du Board of Industrial Development, il mène des opérations clandestines pour le compte de la CIA, qui seraient surtout de nature économique ; il écrit que le BID n'existe pas en tant que tel et n'est qu'une couverture pour une opération de la CIA — toujours classifiée aux États-Unis comme au Luxembourg. Gurley est aussi l'un des fondateurs du Service de renseignement de l’État, l'organisme de renseignement du Luxembourg. Il participe à l'établissement de systèmes d'enregistrement des communications des postes diplomatiques soviétiques et à l'installation d'une ligne téléphonique traversant l'Europe jusqu'en URSS.
Guillaume Konsbruck est aussi un acteur important de l'établissement des relations américano-luxembourgeoises après la Seconde Guerre mondiale.

## Représentations diplomatiques
L'ambassade des États-Unis au Luxembourg est située au 22, boulevard Emmanuel Servais, à Luxembourg. Elle est occupée par Tom Barrett, ambassadeur en poste depuis février 2022.
L'ambassade luxembourgeoise aux États-Unis se trouve au 2200 Massachusetts Avenue NW à Washington. 